# Bommanahalli
Bommanahalli is een plaats in het district Bangalore Urban van de Indiase staat Karnataka. Het maakt deel uit van de grote agglomeratie van de stad Bangalore.

## Demografie
Volgens de Indiase volkstelling van 2001 wonen er 201.220 mensen in Bommanahalli, waarvan 54% mannelijk en 46% vrouwelijk is. De plaats heeft een alfabetiseringsgraad van 71%. 